# Первая Брачская десантная операция
Первая Брачская десантная операция (сербохорв. Desant na Brač juna 1944 / Прва Брачка десантна операциjа) — военно-морская операция Народно-освободительной армии Югославии в годы Второй мировой войны, проведённая в июне 1944 года против немецких войск на хорватском острове Брач. Операция провалилась, несмотря на большие потери немецких солдат.

## Предыстория
Нападение проводилось во время разгара операции «Рессельшпрунг» с целью нарушения коммуникаций в береговом командовании немецких частей и их отвлечения от основной операции. Концентрация морских, воздушных и сухопутных частей в Адриатике могла нанести серьёзный удар по позициям немцев на побережье.

## Силы сторон
Гарнизон острова составляли части 118-й егерской дивизии, а именно два батальона 738-го полка при поддержке частей 668-го артиллерийского полка. Нападение осуществляли 26-я Далматинская дивизия и 43-е подразделение британских коммандос.
Атакующие подразделения были разделены на три группы по зонам атаки: с запада при помощи союзников на крепость Нережишче нападала 12-я далматинская бригада, с севера на Супетар шли батальон 1-й Далматинской и батальон 3-й прекмурской бригад, с востока на Селца и Сумартин нападали силы в лице трёх батальонов 1-й далматинской и двух батальонов 11-й далматинской бригад.

## Ход операции
Операция началась формально в ночь с 31 мая на 1 июня после переправы войск. В ночь с 1 на 2 июня началась атака. С трёх сторон британско-югославские силы попытались нанести решительный удар и разгромить немцев. Немцы уверенно отбивались, а в ночь с 4 на 5 июня перешли в контрнаступление. Партизаны и британцы, не желая потерять все свои части, срочно пересели на суда и отправились на остров Вис. С моря их прикрывали 44 корабля ВМС НОАЮ вместимостью от 60 до 450 человек.

## Потери
Потери немцев были следующими: 75 убитыми, 72 пленными и множество раненых. Потери югославских партизан: 47 убитыми (из них 13 из 1-й Далматинской и 33 из 12-й Далматинской бригад), 199 раненых (из них 81 из 1-й Далматинской и 118 из 12-й Далматинской бригад), 12 пропавших без вести из 1-й Далматинской бригады. Огромные потери понесли и иные части: по заявлениям немцев, общее число потерь югославов и британцев составило 1500 человек.
Известно, что в плен к немцам тогда попал без сознания легендарный коммандос Джек Черчилль: во время миномётного обстрела было перебито почти всё его 40-е подразделение коммандос. Черчилль не покинул остров, продолжая играть на волынке, и попал в плен к немцам.

## Последствия
Несмотря на неудачу, партизаны продолжили совершать рейды на остров Брач (в июле и августе они совершили ещё 4 рейда силами одной только 12-й Далматинской бригады). Только в сентябре 1944 года во время второй крупной высадки партизанам и британцам удалось выбить немцев с острова.